# Concursul Eurovision pentru tineri dansatori 1999
A opta ediție a Concursului Eurovision pentru tineri dansatori, a avut loc în Franța, la Lyon pe 10 iulie 1999. Un total de 16 țări au anunțat participarea la concurs. Înainde de marea finală, a avut loc o semifinală, organizată tot în Opera đin Lyon. În urma semifinalei s-au ales 10 țări care au participat în finală.
Patru țări au revenit la ediția din anul acesta (țara gazdă Franța, Elveția, Regatul Unit și Țările de Jos) în timp ce Slovacia și Rusia au ales să se retragă. A debutat Republica Cehă.
Un total de 20 de țări au difuzat concursul, incluzând Irlanda și Croația.
Câștigătoarea ediției a fost Germania cu perechea Stegli Yohan & Katja Wünsche.

## Juriul
Masa juraților a fost formată la ediția aceasta din 7 membri, șeful juriului fiind rusul Boris Eifman.
| Naționalitate   | Nume                         |
| --------------- | ---------------------------- |
| Rusia           | Boris Eifman (șefu juriului) |
| Franța          | Maguy Marin                  |
| Australia       | Merly Takard                 |
| Franța · Monaco | Jean-Cristophe Maillot       |
| Finlanda        | Tero Saarinen                |
| Spania          | Vicente Saez                 |
| Grecia          | Victoria Maragopolou         |

## Țările Participante și Clasamentul Final

### Țări participante
| Legendă | Această țară s-a calificat în finală | Această țară nu s-a calificat în finală |

| Rezultat | Țara           | Reprezentant                         |
| -------- | -------------- | ------------------------------------ |
|          | Germania       | Katja Wunsche și Stelgi Yohan        |
|          | Suedia         | Nathalia Nordquist                   |
|          | Spania         | Clara Blanco                         |
|          | Belgia         | Frederik Deberdt                     |
|          | Finlanda       | Aarne Ruutu                          |
|          | Franța         | Emmanue Eqqermont și Julitte Roudet  |
|          | Grecia         | Maria Boubouli                       |
|          | Letonia        | Elza Leimane                         |
|          | Polonia        | Marcin Krajewski                     |
|          | Țările de Jos  | Ernst Meisner                        |
| -        | Cipru          | Dafni Mouyiassi                      |
| -        | Ungaria        | Attila Bongar                        |
| -        | Republica Cehă | Lukas Slavicky & Zuzana Zahradnikova |
| -        | Slovacia       | Ana Klasnja                          |
| -        | Elveția        | Laetitia Guggi                       |
| -        | Regatul Unit   | Lara Glew                            |

## Finala
| Rezultat | Țara          | Reprezentant                        |
| -------- | ------------- | ----------------------------------- |
| 1        | Germania      | Katja Wunsche și Stelgi Yohan       |
| 2        | Suedia        | Nathalia Nordquist                  |
| 3        | Spania        | Clara Blanco                        |
| -        | Belgia        | Frederik Deberdt                    |
| -        | Franța        | Emmanue Eqqermont și Julitte Roudet |
| -        | Grecia        | Maria Boubouli                      |
| -        | Letonia       | Elza Leimane                        |
| -        | Polonia       | Marcin Krajewski                    |
| -        | Țările de Jos | Ernst Meisner                       |

## Predecesor și Succesor
| Predecesor: Gdynia 1997 | Concursul Eurovision pentru tineri dansatori Franța 1997 | Succesor: Londra 2001 |